# Amadou Thior
Amadou Thior, né le 23 juillet 1951 à Boulel (Sine-Saloum), est un réalisateur sénégalais.  

## Biographie
Amadou Thior étudie le cinéma à l'École nationale supérieure Louis-Lumière (Promotion 1977). Il a à son actif plusieurs années de réalisation à la Radio-télévision sénégalaise (RTS) et à l'Office du Cinéma du Ministère de la Culture du Sénégal. En 1985, il obtient le Grand Prix de la communauté économique européenne au Festival panafricain du cinéma et de la télévision de Ouagadougou (FESPACO) avec le film Xarek-Maral comme meilleur film de court-métrage sur le développement. Il a aussi participé à la réalisation de Camp de Thiaroye et de Guelwaar de Ousmane Sembène. Au FESPACO 2001, il obtient le prix spécial plan International du film de long-métrage pour les enfants avec Almodou.

## Filmographie

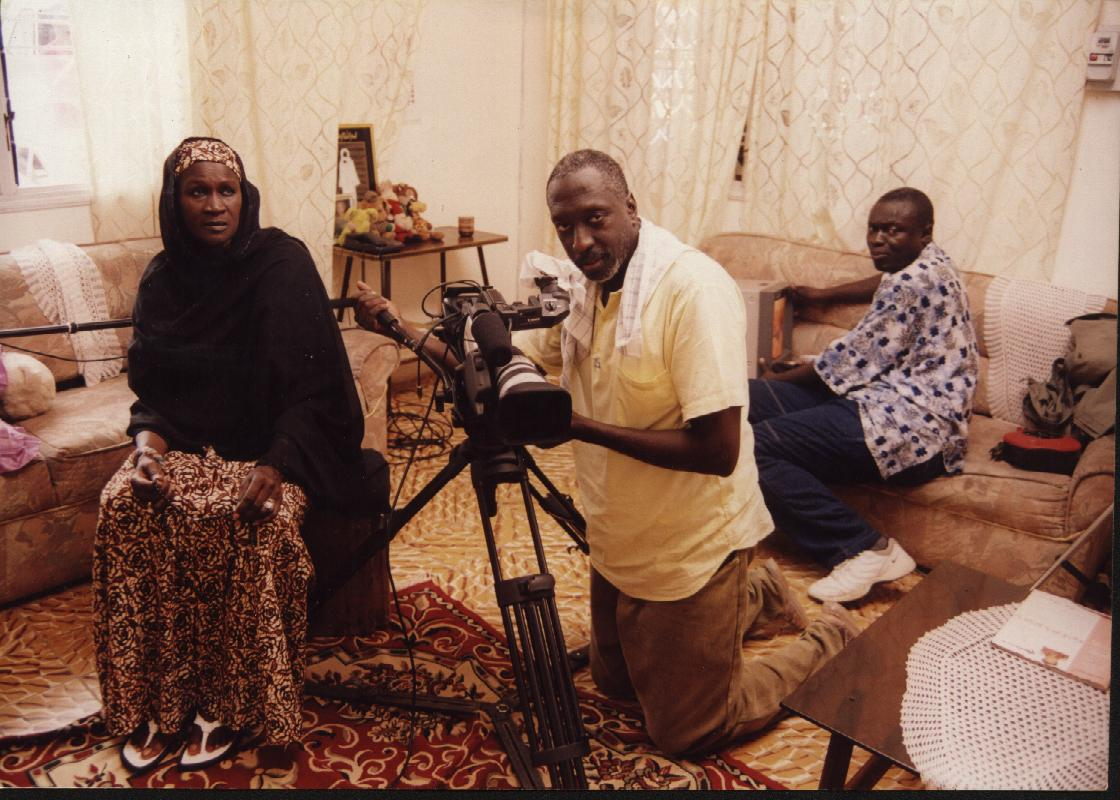
Lors du tournage d'un film

- Almodou, long métrage, produit par Consultants et Réalisateurs Associés, 2002

- Mayelle, court métrage, 2002
- Mariage précoce, court métrage, Consultants et Réalisateurs Associés, Dakar (Sénégal), 1995
- Exchange cross road, documentaire, 1994
- Xareek Maral (Lutter contre la sécheresse), documentaire
- Halte au Désert

## Récompenses
- FESPACO 1985 : Grand Prix de la CEE (Communauté Economique Européenne) : Meilleur Film de court-métrage sur le Développement pour Xareek Maral
- FESPACO 2001, Prix Plan International pour Almodou
- FESTEL 2002, Prix Meilleure Interprétation Masculine pour Almodou
- Festival de Milan 2001 (sélection) pour Almodou
- Festival Vues d'Afrique, Montréal, Canada, 2002, (Sélection) pour Almodou